# Mentuhotep III
Sankhkare Mentuhotep III của Vương triều thứ 11 và là pharaon của Ai Cập thời Trung Vương quốc. Ông cai trị trong khoảng 12 năm theo Danh sách Vua Turin.

## Cai trị
Mentuhotep III đã lên kế vị cha mình là Mentuhotep II. Người ta tin rằng, sau khi vương triều 51 năm của cha ông kết thúc, Mentuhotep III đã tương đối già khi ông lên ngôi và cai trị trong 12 năm. Mặc dù vương triều khá ngắn ngủi, vương triều Mentuhotep được biết đến với chuyến viễn chinh đến Punt và kiểu kiến trúc mới.

### Tên gọi
Vương hiệu của Mentuhotep III khá là tương tự như vương hiệu thứ ba và cuối cùng của vua cha. Mentuhotep III được biết là đã có ít nhất hai praenomen: một là Sankhare và thứ hai là:
|                |   |     |     |
| \| \| \| \| \| |   |     |     |
|                |   |     |     |
| ra             | s | F35 | D28 |

| ra | s | F35 | D28 |

|                |   |     |     |
| \| \| \| \| \| |   |     |     |
|                |   |     |     |
| ra             | s | F35 | D28 |

| ra | s | F35 | D28 |

### Viễn chinh tới Punt
Mentuhotep III đã phái một đoàn viễn chinh tới đến vùng đất Punt trong năm thứ 8 dưới vương triều của ông, một điều đã không được thực hiện kể từ thời Cổ vương quốc. Một dòng chữ ở Wadi Hammamat đã mô tả cuộc viễn chinh với 3000 binh sĩ khỏe mạnh và dưới sự chỉ huy của viên quan cận thần Henenu. Khi họ rời Coptos trong hướng Biển đỏ, họ đã đào 12 giếng nước cho các cuộc viễn chinh trong tương lai và càn quét khu vực của quân nổi dậy. Họ đã đem về từ Punt: hương liệu, nhựa cây và nước hoa, và khai thác đá ở Wadi Hammamat.

### Lăng mộ
Sankhkare Mentuhotep cho xây dựng một số công trình trong suốt 12 năm cầm quyền của ông. Ngôi đền thờ của bản thân ông đã được bắt đầu tại Deir el-Bahari, nhưng nó không bao giờ hoàn thành. Ngôi đền này chỉ cách ngôi đền thờ của cha ông một khoảng ngắn. Những dòng chữ khắc cho biết rằng nhà vua được an táng trong một hầm mộ được đục đẽo sâu vào mặt đá.
Sankhkare Mentuhotep cũng còn một ngôi đền xây bằng gạch bùn được dựng lên tại đồi Thoth ở phía Tây Thebes. Ngôi đền này được xây dựng trên nền của một ngôi đền cổ trước đó. Nó được dành cho thần Montu-Ra. Nó sau đó đã bị phá hủy bởi một trận động đất vào cuối vương triều thứ 11.

## Gia đình
Mentuhotep III là con trai và người kế vị của Mentuhotep II. Một trong những người vợ của Mentuhotep II, Tem, có được tước hiệu "Mẹ của hai vị Vua" và dựa trên tước hiệu này bà gần như chắc chắn là mẹ của Mentuhotep III. Gia đình của pharaon Mentuhotep III là một bí ẩn và không rõ là người kế vị Mentuhotep IV của ông có phải là một con trai của ông hay không. Mẹ Mentuhotep IV được biết là Nữ hoàng Imi. Nếu ông là con trai của Mentuhotep III, Imi phải là vợ của Mentuhotep III.